# 楊格峰
69°45′S 74°31′E / 69.750°S 74.517°E
楊格峰是南極洲的山峰，位於卡洛琳米科爾森山以東3.2公里，處於霍爾德峰以南，該山峰根據挪威探險隊拍攝的空中照片被繪入地圖。